# Tallero di Berna
Il Thaler è stata una moneta della città svizzera di Berna fino al 1798. Era suddivisa in 40 Batzen, ognuno di 4 Kreuzer. Fu sostituito nel 1798 durante la Repubblica elvetica dal franco. Dopo il 1803, quando il diritto di coniazione tornò ai cantoni, fu sostituito dal nuovo tallero (Neutaler), dal valore di 4 franchi bernesi.

## Storia
I primi Guldiner furono coniati a Berna nel 1493 e nel 1540 fu coniato il primo tallero. 
La monetazione di talleri proseguì nel secolo successivo con cinque diverse emissioni, due senza indicazione dell'anno e le altre nel 1671, 1679 (2 emissioni). Nella prima, senza indicazione dell'anno, era effigiato Berthold, nella seconda lo stemma civico con l'orso bernese. Nel 1679 le due emissioni sono differenziate dal testo della legenda: DOMINUS PROVIDEBIT nella prima e  BENEDICTVS SIT IEHOVADEVS.
Oltre ai talleri furono coniati anche mezzi talleri nel 1679 e 1680.
Nel XVIII secolo fu invece coniato, alla fine del secolo, il Neutaler da 40 Batzen, una moneta che aveva lo stesso valore dello scudo francese. Le emissioni sono negli anni 1795, 97 e 98. I mezzi talleri furono coniati nel 1796, 97 e 98. 